# Streblus ascendens
Streblus ascendens är en mullbärsväxtart som beskrevs av Edred John Henry Corner. Streblus ascendens ingår i släktet Streblus och familjen mullbärsväxter. Inga underarter finns listade i Catalogue of Life.